# Посмертный образ
Посме́ртный о́браз — детективный полицейский роман Александры Марининой, оубликованный в 1995 году.

## Сюжет
Убили Алину Вазнис — преуспевающую актрису, находящуюся в зените успеха. Под подозрение сразу попадает шесть человек, и все они имели мотив. Красавец-режиссёр Андрей Смулов убит горем, Алина была для него источником вдохновения и большой любовью, так что подозрения снимаются. Остальные подозреваемые имели алиби. Новый виток расследование получает после того, как детектив Каменская догадывается, что Алина Вазнис вела дневник. Обнаруживается, что Алину с детства преследовал некий мужчина — Псих, впоследствии оказавшийся её соседом Волошиным. Любовник Алины Андрей Смулов, с детства мучимый завистью к бывшему однокласснику Мишке Татосову, убивает его. В то же самое время он убеждает Психа-Волошина уехать навсегда в Сибирь за деньги. Алине он при этом заявляет, что убил Психа, и она должна в благодарность составить ему алиби.
Но Псих, мучимый манией, не выдерживает, и снова разыскивает Алину. Она понимает, что её любовник — не спаситель, убивший маньяка, а самый настоящий убийца, использовавший её, чтобы уйти от наказания за убийство. Андрей Смулов убивает Алину и, будучи человеком крайне одарённым, отводит от себя подозрение, создавая посмертный образ Алины: несколько человек становятся подозреваемыми лишь благодаря искусно созданным слухам и намёкам.

## Отзывы и критика
Лингвист Эльвира Герасименко рассматривает название этого романа как стилистическое средство, помогающее автору реализовать творческую задачу: «Конец текста заставляет читателя вернуться к заглавию и осознать насколько были верны его первоначальные предположения, насколько оправдались его ожидания.»

## Адаптации и переводы
Роман был экранизирован в пятой части телесериала «Каменская» (две серии).